# Centar (Skopje)
Pour les articles homonymes, voir Centar.
Centar (en macédonien : Центар, « Centre ») est l'une des dix communes spéciales qui constituent la ville de Skopje, capitale de la Macédoine du Nord. Elle comptait 43 893 habitants en 2021 et fait 7,52 km2.
Centar se trouve sur la partie sud du centre historique de Skopje, et s'étend sur une surface très restreinte au vu de son importante population. Elle est traversée par le Vardar.
Centar est l'un des endroits les plus fréquentés de Skopje. La commune, dévastée par le tremblement de terre de 1963, renferme en effet la plupart des grands boulevards commerciaux de la ville et est ouverte sur le Vardar par la place de Macédoine, point névralgique de la ville. Elle est le siège de nombreuses institutions nationales, comme l'Assemblée, le palais du gouvernement et plusieurs ministères. Sur son sol se trouvent aussi l'université Saints-Cyrille-et-Méthode de Skopje, la cathédrale Saint-Clément d'Ohrid, le musée de la ville de Skopje, le musée archéologique de Macédoine du Nord, le musée de la lutte macédonienne et la maison-mémorial Mère Teresa.
La commune est structurée par le Vardar, qui la traverse au nord d'ouest en est, et par les boulevards concentriques qui entourent les rues piétonnes du centre piétonnier. Son visage est bouleversé par l'opération d'urbanisme Skopje 2014, qui a commencé en 2008 et prévoit la construction de statues, d'édifices publics et de réaménagement des espaces piétonniers.

## Démographie
Lors du recensement de 2002, la commune comptait :
- Macédoniens : 38 778 (85,39 %)
- Serbes : 2 037 (4,49 %)
- Albanais :  1 465 (3,23 %)
- Roms : 974 (2,14 %)
- Turcs : 492 (1,08 %)
- Valaques : 459 (1,01 %)
- Bosniaques : 108 (0,24 %)
- Grecs : 45 (0,14 %)
- Autres : 1 099 (2,42 %)

## Administration
La commune est administrée par un conseil élu au suffrage universel tous les quatre ans. Ce conseil adopte les plans d'urbanisme, accorde les permis de construire, il planifie le développement économique local, protège l'environnement, prend des initiatives culturelles et supervise l'enseignement primaire. Le conseil compte 22 membres et il est présidé par Vladimir Zdravev, membre du parti VMRO-DPMNE. Le pouvoir exécutif est détenu par le maire, lui aussi élu au suffrage universel. Depuis 2009, le maire de Centar est Vladimir Todorovic, un ingénieur né en 1957.
À la suite des élections locales de 2009, le Conseil de Centar était composé de la manière suivante :
| Parti                                                               | Sièges |
| ------------------------------------------------------------------- | ------ |
| Union sociale-démocrate de Macédoine (SDSM)                         | 11     |
| Parti démocratique pour l'Unité nationale macédonienne (VMRO-DPMNE) | 7      |
| Parti libéral démocrate (LDP)                                       | 1      |
| Renouveau démocratique de Macédoine (DOM)                           | 1      |
| Parti socialiste de Macédoine (SPM)                                 | 1      |
| SRM                                                                 | 1      |
| Sans étiquette                                                      | 1      |

## Quartiers
Le quartier de Centar proprement dit n'occupe qu'une partie de la commune. Il comprend le centre piétonnier et il est limité par les boulevards circulaires Saint-Clément d'Ohrid, Gotsé Deltchev, Krste Misirkov, Kotcho Ratsin et Mito Jasmin. À proximité de ce quartier, au pied de la forteresse de Skopje, se trouve Evresko Maalo, l'ancien quartier juif de la ville. En face, de l'autre côté du Vardar s'étend Debar Maalo, quartier d'immeubles et de maisons où se trouvent notamment le stade national Toše-Proeski et une partie du Gradski Park, l'un des plus grands parcs de la ville. Au sud de Debar Maalo et jusqu'aux pieds du mont Vodno s'étend Kapištec, quartier formé en grande partie de blocs d'immeubles d'habitation.
À l'est du quartier de Centar se trouve le quartier de la gare et le quartier Prolet, le premier à être construit après le tremblement de terre. De l'autre côté du Vardar, autour de l'université, se trouve enfin le Madžir Maalo.

## Principaux édifices

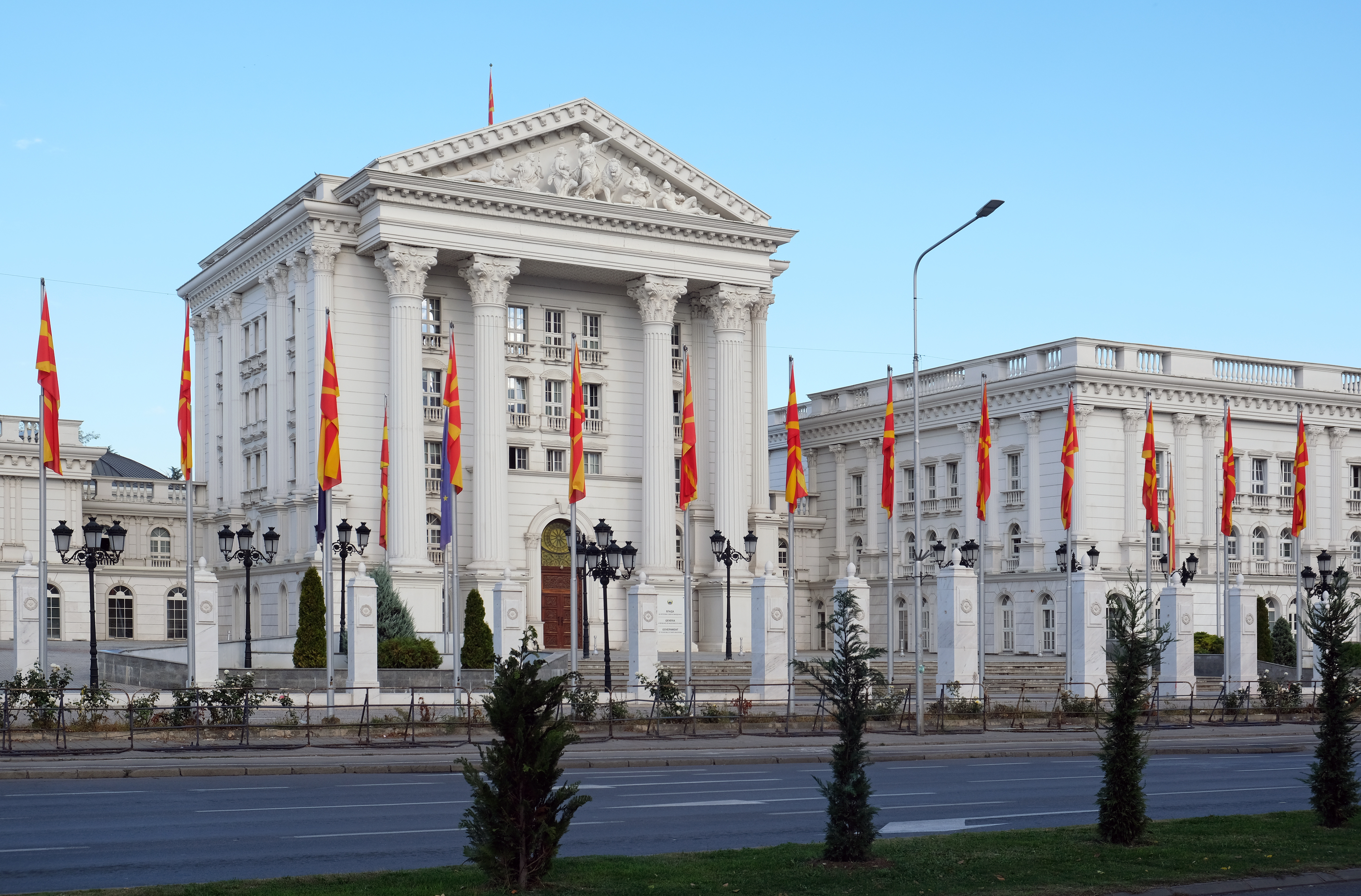
Le Palais du gouvernement.

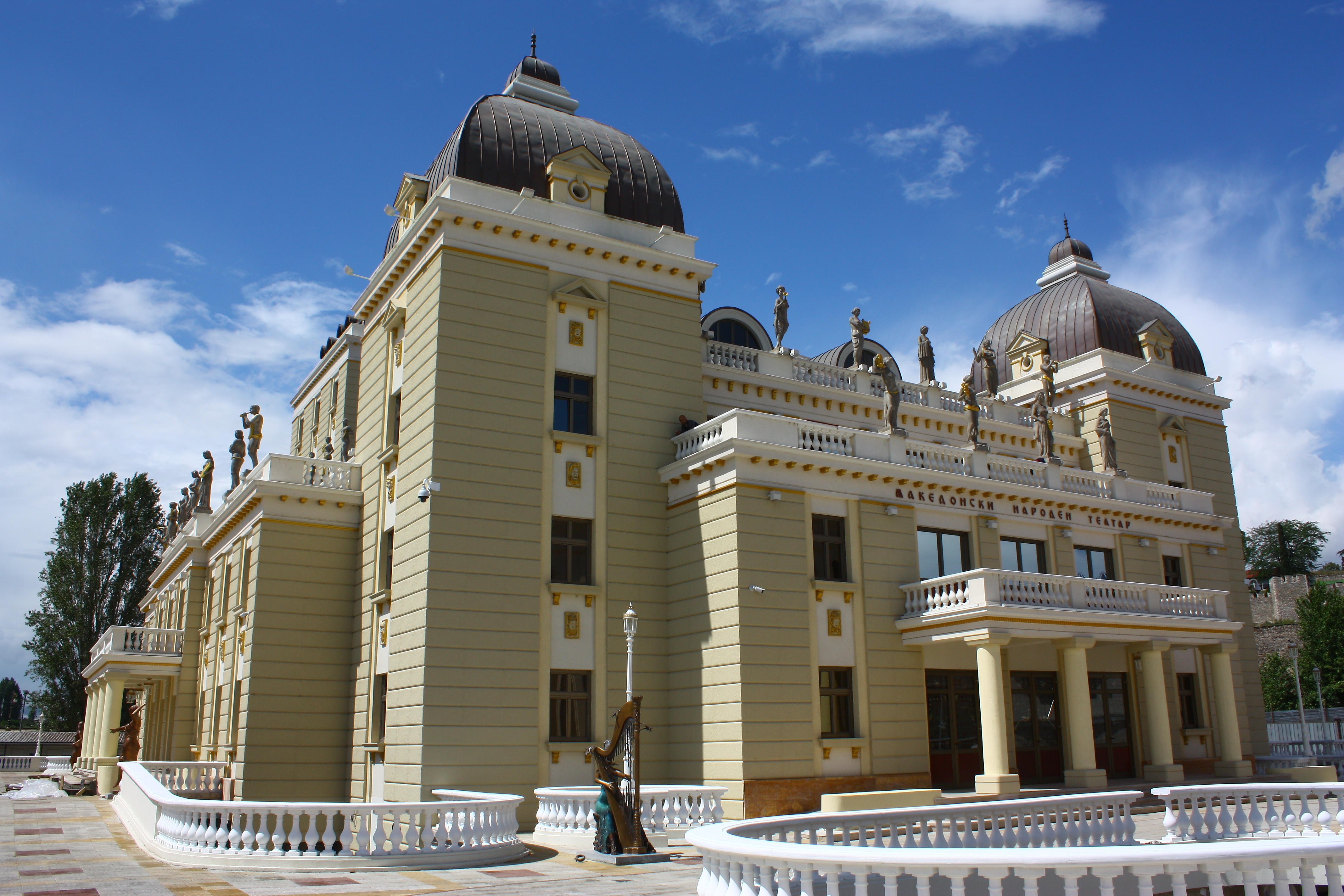
Le théâtre national macédonien.

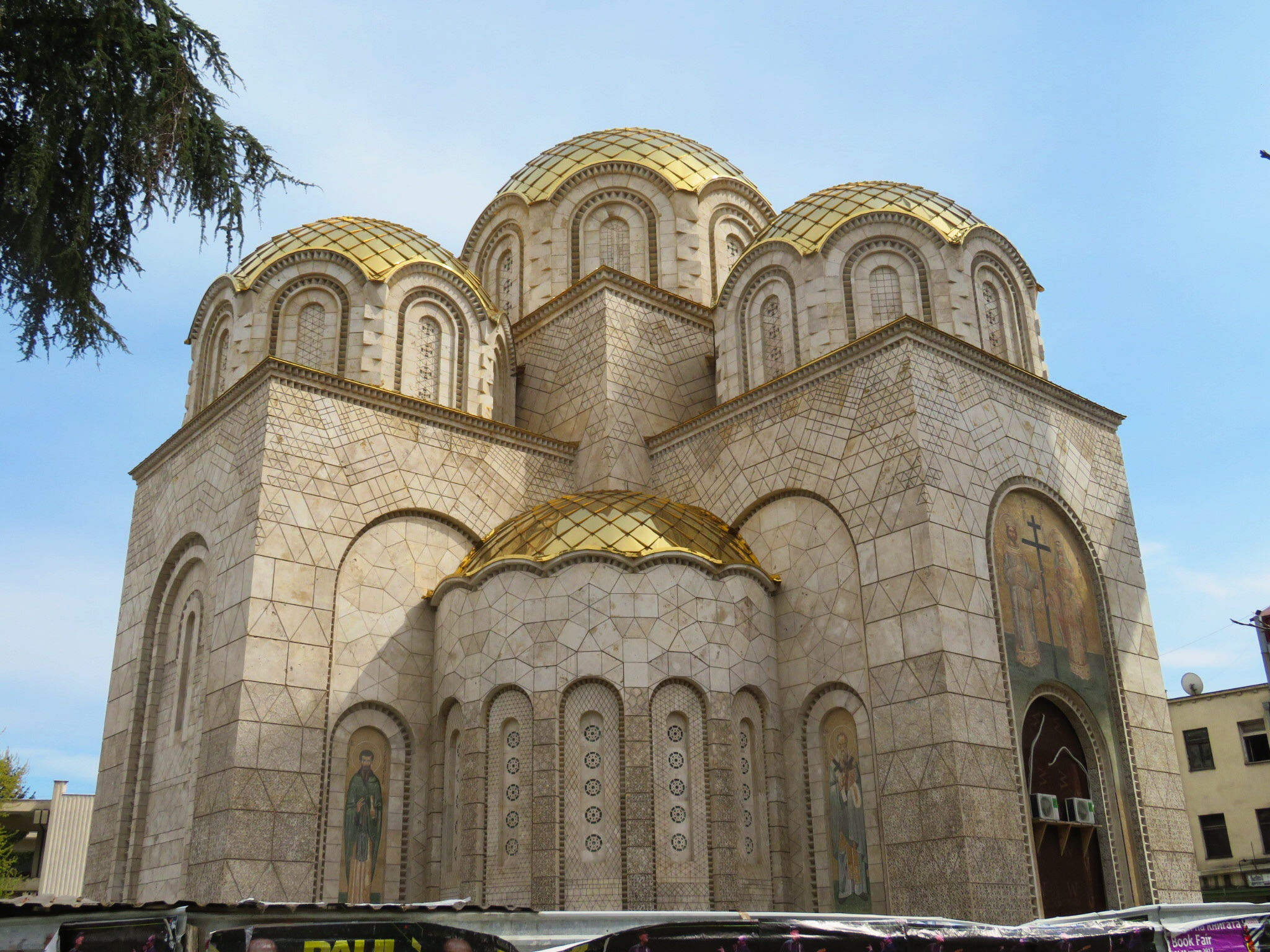
L'église Saint-Constantin-et-Sainte-Hélène.

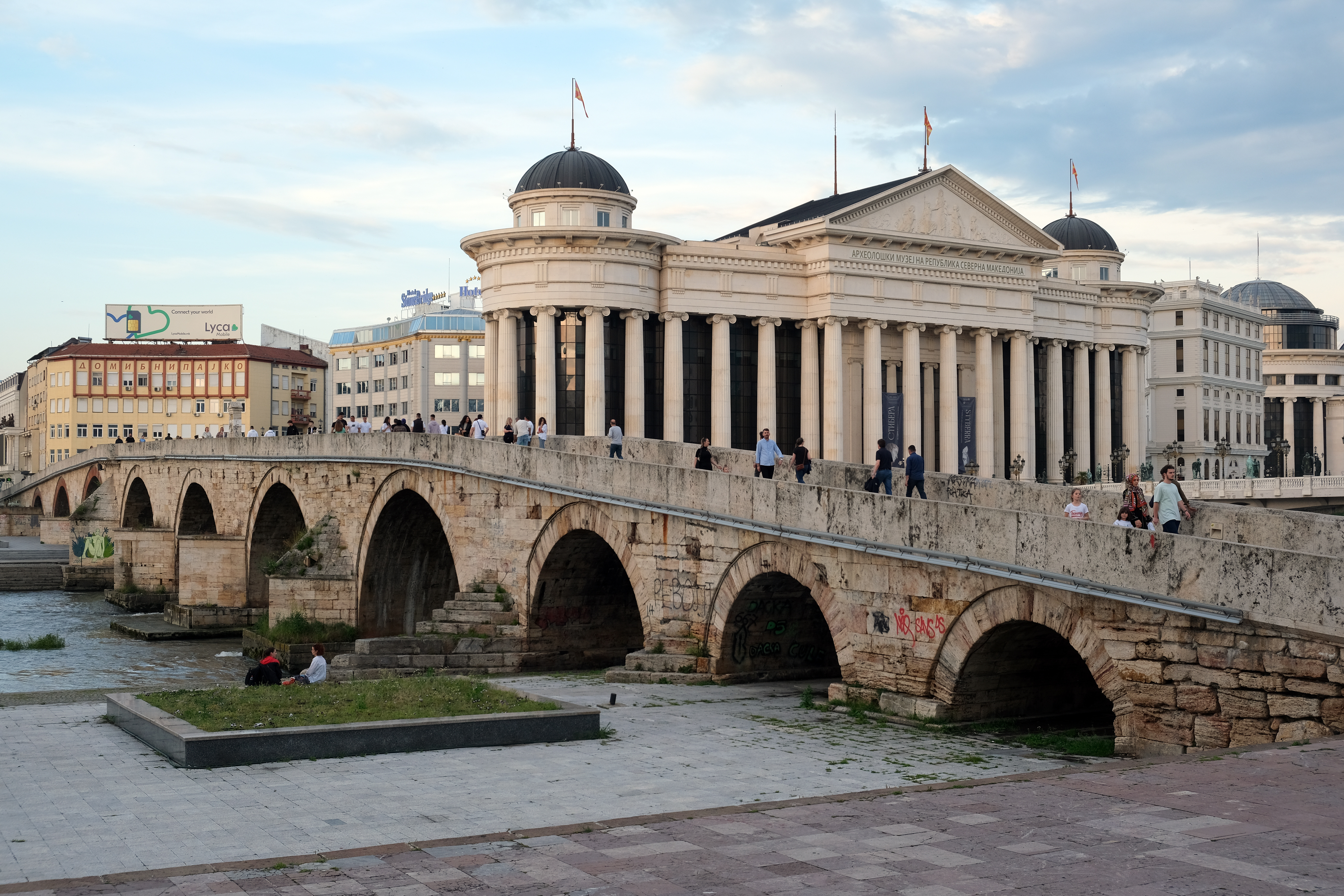
Le pont de pierre sur le Vardar et le musée archéologique.

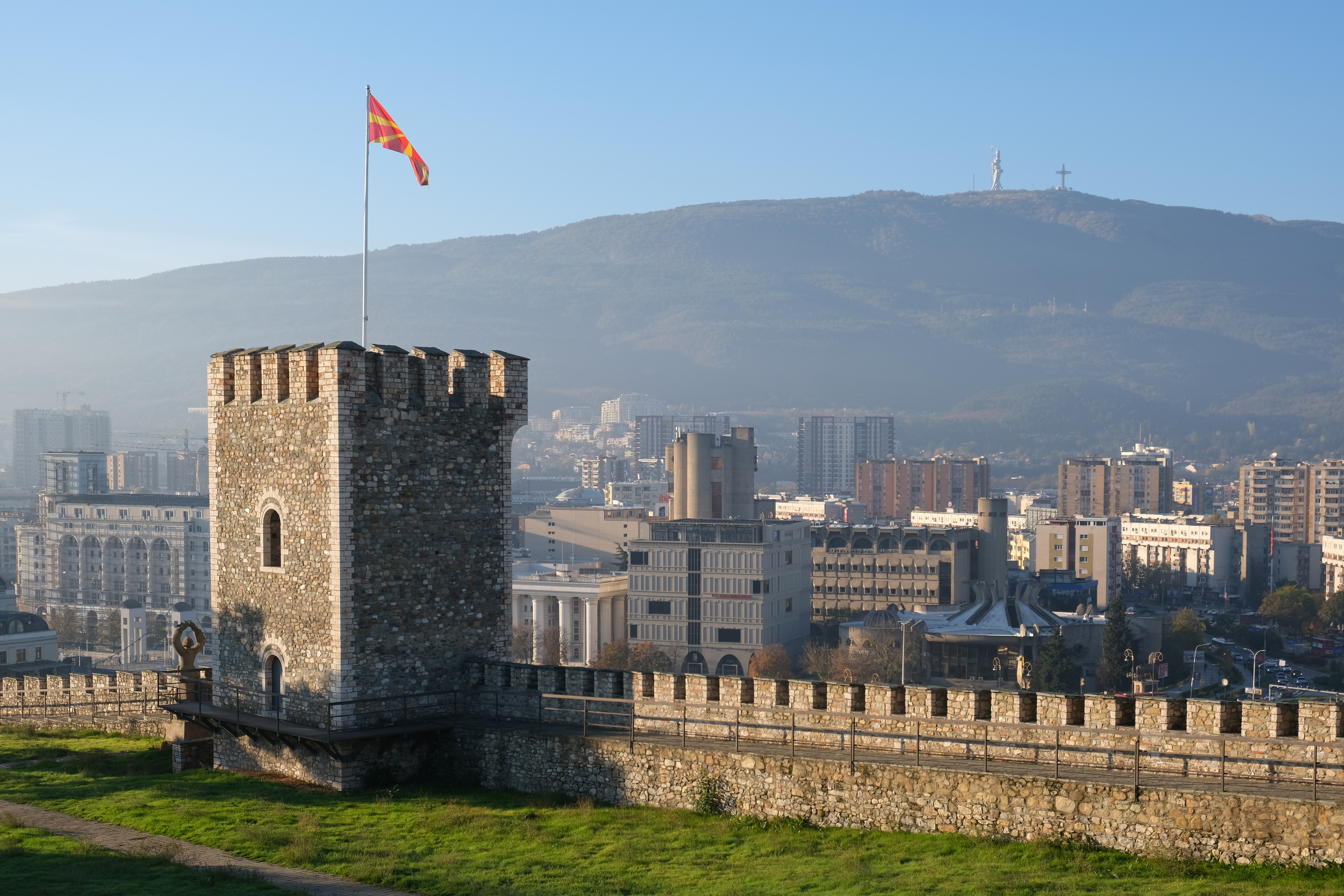
La forteresse.

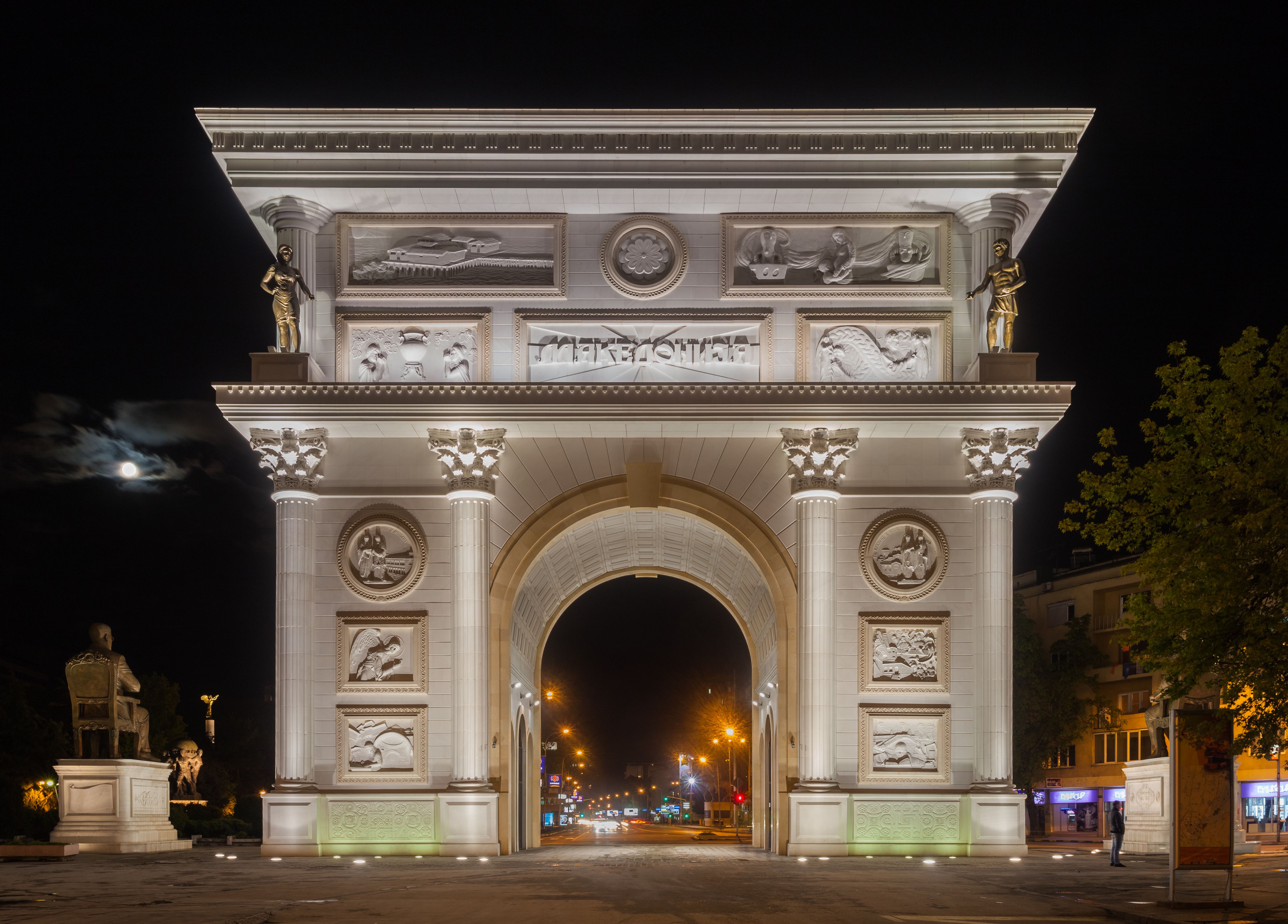
La porte de Macédoine.

### Institutions publiques
- Assemblée de Macédoine du Nord
- Banque nationale de Macédoine du Nord
- Bibliothèque nationale et universitaire Saint-Clément-d'Ohrid
- Cour constitutionnelle
- Makedonska Radio Televizija
- Palais du gouvernement
- Théâtre national macédonien
- Université Saints-Cyrille-et-Méthode de Skopje
- Opéra et ballet national
- Philharmonie de Macédoine du Nord
- Ministère des Affaires étrangères
- Ministère des Finances
- Ministère de la Justice
- Ministère de l'Environnement

### Édifices religieux
- Cathédrale Saint-Clément d'Ohrid
- Église de la Nativité-de-la-Vierge de Skopje
- Église Saint-Dimitri de Skopje
- Église Saint-Constantin-et-Sainte-Hélène de Skopje

### Musées et institutions culturelles
- Galerie nationale de Macédoine
- Musée archéologique de Macédoine du Nord
- Musée de la Ville de Skopje
- Musée de la lutte macédonienne
- Musée de Macédoine
- Maison-mémorial Mère Teresa
- Mémorial de l'Holocauste des Juifs de Macédoine

### Monuments et édifices civils
- Forteresse de Skopje
- Porte de Macédoine
- Stade national Toše-Proeski
- Statue du guerrier à cheval
- Pont de l'Art
- Pont de pierre
- Pont des Civilisations
- Pont de la Liberté
- Pont Goce Delčev
- Pont Mère Teresa
- Hôtel Marriott
- Colonnade de la Macédoine indépendante
- Monument à Philippe II de Macédoine

### Espaces verts
- Parc des Femmes combattantes
- Parc Ibni Pajko

### Principales places et rues
- Place de Macédoine
- Place Mère Teresa
- Rue de Macédoine